# Коњух планином (филм)
Коњух планином је југословенски филм из 1966. године. Режирао га је Фадил Хаџић, а сценарио су писали Фадил Хаџић и Меша Селимовић.

## Радња
Прича о партизанској чети из бунтовног босанског села Хусина, о којој је испевана једна од најлепших партизанских пјесама — „Коњух планином”. Препади и борбе у којима је та чета учествовала и побеђивала, те портрети њених многобројних, неустрашивих бораца.
У Босни, на подручју Коњуха, партизанске јединице боре се с надмоћним непријатељем...

## Улоге
| Глумац              | Улога                         |
| ------------------- | ----------------------------- |
| Коле Ангеловски     | Пушо                          |
| Душан Булајић       | Комесар Алија                 |
| Хусеин Чокић        | Командант одреда              |
| Борис Дворник       | Мешо                          |
| Звонко Зрнчић       | Усташки Логорник              |
| Вукосава Крунић     | Драгиња                       |
| Сулејман Лелић      | Пејо                          |
| Влајко Шпаравало    | Кујо                          |
| Зинаид Мемишевић    | Франица                       |
| Павле Вуисић        | Бошко                         |
| Милош Кандић        | Усташки заставник             |
| Воја Мирић          | Немачки официр                |
| Столе Аранђеловић   | Рудар                         |
| Адам Ведерњак       | Станко - познавалац топова    |
| Сибина Мијатовић    | Мешина девојка                |
| Макс Фуријан        | Немачки генерал               |
| Илија Ивезић        | Усташки агент                 |
| Здравко Биоградлија | Црни, ослобођени друг из воза |
| Михајло Мрваљевић   | Усташа                        |
| Руди Алвађ          |                               |
| Мухамед Чејван      |                               |
| Божидар Влајић      |                               |
| Лука Делић          | Стари с боцом ракије у возу   |